# Melchor de Moscoso y Sandoval
Melchor de Moscoso y Sandoval (m. 1632) fue un noble y religioso español.

## Biografía
Fue hijo de Lope de Moscoso Osorio y Castro (m. 1636), V conde de Altamira, señor de la casa de Moscoso, y de Leonor de Sandoval y Rojas, hija de Francisco Gómez de Sandoval, IV marqués de Denia y III conde de Lerma, y de Isabel de Borja y Castro (hija de San Francisco de Borja, IV duque de Gandía). Por ello, fue hermano, entre otros, de Gaspar de Moscoso Osorio y Sandoval, VI conde de Altamira.
Estudió teología en la Universidad de Salamanca, de la que después fue rector y catedrático. Ocupó los cargos de arcediano de Alarcón, canónigo de la catedral de Cuenca, sumiller de cortina y capellán mayor de Felipe IV, sumiller de oratorio del cardenal-infante Fernando de Austria y finalmente obispo de Segovia. Fue nombrado para gobernar la diócesis en 1624, y permaneció en ella hasta 1632 en que falleció, aunque intentó conseguir la renuncia al cargo y profesar en el monasterio de Santa María de El Paular, cuya iglesia consagró en 1629, y en la que fue enterrado a su muerte.
| Predecesor: Íñigo de Brizuela y Arteaga | Obispo de Segovia 1624 – 1632 | Sucesor: Mendo de Benavides |